# Augustin-Marie Tardieu
Augustin-Marie Tardieu, né le 16 octobre 1872 à Montrodat (Lozère) et mort le 12 décembre 1942 à Langsong (Indochine française), est un missionnaire français qui fut vicaire apostolique en Indochine.

## Biographie
Augustin-Marie Tardieu naît en 1872 en Lozère. Cette fin du XIXe siècle voit l'élan des grandes missions chrétiennes, dans lesquelles beaucoup de clercs du diocèse de Mende s'engagent.
Il rejoint donc les missions étrangères de Paris. Il est ordonné prêtre le 27 juin 1897 et part pour sa mission en Cochinchine dès le 4 août.
Il arrive tout d'abord à Quy Nhon, puis se rend à Phanrang où il devient vicaire. À sa grande surprise, il est nommé vicaire apostolique de Quy Nhon avec caractère épiscopal. Il est consacré le 10 janvier 1930, date à laquelle il obtient également le siège titulaire de Vada. Il reste en poste, jusqu'à sa mort en 1942.

## Sources et références
1. ↑  (fr) Sa fiche sur le site des missions étrangères de Paris